# Antonio Gramsci
Antonio Gramsci [anˈtɔːnjo ˈɡramʃi] , né le 22 janvier 1891 à Ales (Sardaigne) et mort le 27 avril 1937 à Rome, est un philosophe, écrivain et théoricien politique italien.
Membre fondateur du Parti communiste italien, dont il assure un temps la direction, il est emprisonné par le régime mussolinien de 1926 à sa mort. En tant qu'intellectuel marxiste, il a notamment développé une théorie de l'hégémonie culturelle. Ses travaux, menés principalement pendant ses onze années d'emprisonnement, portent aussi sur l'histoire de l'Italie, le nationalisme, les partis politiques, la littérature (notamment l'œuvre de Machiavel), l'époque de la Renaissance et de la Réforme, ou encore le matérialisme historique, compilés dans les Cahiers de prison.
Quoique marxiste-léniniste, Gramsci s'est fait connaître  par ses positions hétérodoxes comme sa critique du stalinisme, mais aussi ses multiples développements théoriques, se démarquant parfois vivement de ses contemporains, mais aussi de Karl Marx et de Friedrich Engels, comme l'illustrent ses concepts d'hégémonie culturelle, d'historicisme absolu, sa tendance à critiquer le déterminisme économique, la thèse traditionnelle marxiste quant aux infrastructures et leurs déterminations sur les superstructures ou encore le concept d'intellectuels organiques qui lui ont valu parfois des interrogations quant à savoir s'il était marxiste ou hégélien.
Enfin, l'héritage de Gramsci reste conséquent dans la sphère intellectuelle et politique encore aujourd'hui. Par exemple en France, que cela soit par les conseillers de Nicolas Sarkozy ou à l'extrême droite avec Alain de Benoist dès les années 1970 référençant sa stratégie comme un "gramscisme de droite". Par ailleurs, cet héritage universitaire s'étend au-delà de son continent d'origine comme l'illustre la théorie « néogramscienne » des relations internationales du marxiste canadien Robert Cox, mais aussi dans les nouveaux champs universitaires qui apparaissent à la suite de la décolonisation : Les subaltern studies et les études postcoloniales.

## Biographie

### La Sardaigne (1891-1911)

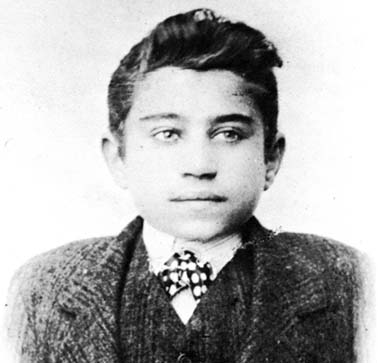
Portrait d'Antonio Gramsci, en 1906.

Antonio Francesco Sebastiano Gramsci naît à Ales (Sardaigne) le 22 janvier 1891, fils de Francesco Gramsci (1860-1937) et de Giuseppina Marcias (1861-1932). Il est le quatrième de leurs sept enfants.
La famille paternelle de Gramsci est d’origine albanaise. Le grand-père d'Antonio, né à Plataci, une commune Arberèche de Calabre, colonel de gendarmerie sous les Bourbons, est devenu carabinier après l’unité italienne. Maintenu dans son grade, il épouse la fille d’un avocat napolitain connu et s’installe à Gaète. Après sa mort, le dernier de ses cinq enfants, Francesco, abandonne ses études de droit et devient contrôleur du bureau de l’état-civil de Ghilarza, un gros bourg de Sardaigne dans la région d’Oristano.
Il y épouse — contre l’avis de sa propre famille — Giuseppina Marcias, fille d’un employé des impôts.
En 1898, Francesco est arrêté pour détournement de fonds et faux en écriture. La thèse, devenue classique, selon laquelle il aurait subi les représailles de l’homme fort de la Sardaigne d’alors, Francesco Cocco-Ortu, pour avoir soutenu l’adversaire de celui-ci lors des élections de 1897, n’est plus guère défendue aujourd’hui. Il semble bien que le père d’Antonio n’ait pas toujours été sans reproche dans son activité professionnelle. Toujours est-il qu’il est condamné en 1900 à 5 ans de prison.
Giuseppina doit élever seule ses sept enfants (l'aîné, Gennaro, a 14 ans lorsque son père est arrêté, Antonio a 7 ans). Elle prend en pension un locataire, fait des travaux de couture à domicile avec l’aide de ses filles aînées. Antonio, à la fin de sa scolarité élémentaire, à 12 ans, doit quitter l’école pour travailler. Il fait le grouillot à l’office du cadastre pendant quelques mois.
La maladie dont il souffre toute sa vie se déclare pendant sa troisième année. Antonio est atteint du mal de Pott, une tuberculose osseuse qui n'est diagnostiquée que très tard, en 1933, alors qu’il est en prison. C’est à cette maladie qu’il doit son dos déformé, sa petite taille et sa mauvaise santé.
Lorsque son père, sorti de prison au début de 1904, est réhabilité, retrouve un emploi au bureau du cadastre, Antonio peut reprendre ses études au collège du bourg voisin de Santu Lussurgiu. En 1908, il obtient la licenza ginnasiale qui lui permet d’entrer au lycée Dettori de Cagliari. Il partage le logement de son frère aîné Gennaro, employé dans une usine de glace et militant socialiste. Antonio commence à lire la presse et, notamment, les articles de Gaetano Salvemini et de Benedetto Croce.
En deuxième année de lycée, il a pour professeur Raffa Garzia, radical et anticlérical, directeur de L’Unione Sarda, qui s’intéresse à lui et lui confie, pour l’été 1910, une carte de journaliste. Gramsci publie son tout premier article en juillet de cette année-là.
Ses bons résultats au baccalauréat (maturità) l’autorisent à passer le concours permettant d’obtenir une bourse Carlo Alberto, réservée aux lycéens méritants de Sardaigne et destinée à leur permettre de poursuivre leurs études à l’université de Turin.

### Turin (1911-1922)

#### Étudiant

##### Difficultés matérielles
Titulaire d’une bourse de la fondation Carlo Alberto, Gramsci s’inscrit à la faculté des Lettres de Turin. Ses premiers mois dans la grande ville du nord sont difficiles. Sa bourse de 70 lires par mois, à quoi s’ajoutent les petites sommes que lui envoie irrégulièrement son père, suffit à peine à lui assurer le gîte et le couvert ; il supporte mal le froid de l’hiver turinois et sa santé se dégrade. Enfin, il est terriblement isolé.
Ces difficultés le poursuivent pendant la majeure partie de sa vie d’étudiant ; malade ou trop affaibli, il est souvent dans l’incapacité de se présenter aux examens, ce qui l’empêche de passer le diplôme de fin d’études (laurea).

##### Rencontres
Gramsci est cependant un étudiant qui sort du lot ; sa curiosité est vaste et il suit de nombreux cours dans d’autres disciplines que celles où il est inscrit, en droit, en économie, en philosophie. Son intérêt premier va à la linguistique : il entretient une relation intellectuelle forte et profonde avec son maître Matteo Bartoli, lequel regrette toujours que Gramsci ait choisi une vie de militant plutôt que celle du brillant linguiste qu’il aurait pu être.
Il noue des liens d’amitié avec une autre figure de la vie intellectuelle turinoise de l’époque, Umberto Cosmo, professeur de littérature italienne, qui, par son enseignement au lycée D’Azeglio comme à l’université, marque toute une génération d’étudiants. Cosmo vient souvent en aide à Gramsci et c’est par son intermédiaire qu’il fait certaines de ses rencontres les plus importantes, telles que celle de Piero Sraffa.

#### Militant

##### Débuts
Avant de s’installer à Turin, Gramsci est proche des mouvements autonomistes sardes. C’est la rencontre, grâce à Angelo Tasca, des cercles de jeunes socialistes, qui l’amène à changer d’orientation. À Turin, ville de l’industrie automobile, il se convainc que le conflit social ne se joue pas entre, d’un côté, les paysans sardes et, de l’autre, le monde industriel du nord, ouvriers et patrons confondus, mais entre le patronat et les prolétaires, dans un mouvement qui peut être libérateur également pour la paysannerie pauvre du sud de l’Italie.
C’est alors qu’il se lie à ceux qui seront longtemps ses compagnons les plus proches, outre Tasca : Palmiro Togliatti et Umberto Terracini. Il commence, en 1913, à écrire dans la presse socialiste.
Il publie son tout premier véritable article politique dans Il Grido del Popolo, la revue hebdomadaire socialiste de Turin, le 31 octobre 1914, dans le cadre du débat ouvert par la prise de position de Mussolini, rédacteur en chef de L’Avanti !, le quotidien du Parti socialiste italien (PSI), en faveur de l’intervention de l’Italie dans la première guerre mondiale aux côtés de la France. L’éditorial de Mussolini va à l’encontre de la position officielle du PSI, qui réclame la « neutralité absolue » de l’Italie, aussi est-il critiqué par Tasca sur les pages du Grido del popolo. C’est à Tasca que Gramsci lui-même répond, défendant prudemment Mussolini et, surtout, l’idée qu’il faut substituer à la « neutralité absolue » une « neutralité active et opérante ». Il s’agit là du premier accroc entre Tasca et Gramsci, lequel traînera longtemps comme un péché originel une réputation d’« interventionniste ».

##### Journaliste
L’Italie entre en guerre en mai 1915. Gramsci, à cause de sa santé fragile, n’est pas mobilisé, contrairement à ses compagnons les plus proches. À partir de l'automne 1915, il devient journaliste au Grido del popolo et à l'édition turinoise de L'Avanti !. Dans sa rubrique « Sotto la Mole », il se fait le chroniqueur de l'actualité de l'Italie en guerre, depuis Turin et selon le point de vue des classes sociales dominées. Il mêle avec verve l’irrévérence à l’égard de tout ce qui est institutionnel, les aperçus rapides et décalés par rapport à la propagande de guerre officielle et omniprésente, et l'analyse politique serrée, toujours située dans le cadre d’une philosophie de l'histoire qui doit encore beaucoup à Benedetto Croce et Giovanni Gentile. Il couvre également l’activité culturelle, notamment le théâtre et se montre particulièrement ouvert au théâtre d’avant-garde de Pirandello. C'est aussi dans cette rubrique qu'il publie le 1er janvier 1916 son fameux texte : « Je hais le nouvel an ».
Il crée en 1917 un cercle d’éducation culturelle (Il club di vita morale), qui rassemble une poignée de jeunes ouvriers, et il s’essaie au rôle de rédacteur en chef en publiant un numéro spécial du Grido del Popolo destiné à « éduquer et former les jeunes socialistes » : « la città futura ». Enfin, il vit aux premières loges l'insurrection ouvrière de Turin en août 1917.
Il publie dans Il Grido del popolo du 5 janvier 1918 le deuxième article politique qui va le faire connaître, au titre provocateur : « La révolution contre le Capital ». Il y fait l’éloge de la révolution qui vient de s’accomplir en Russie. Le schéma dogmatique en cours au sein de la IIe Internationale voulait que la révolution socialiste ait lieu dans les pays capitalistes les plus développés et non dans un pays encore en partie féodal comme la Russie. Mais, écrit Gramsci, « les faits ont dépassé les idéologies. Ils ont fait éclater les schémas critiques à l’intérieur desquels l'histoire de la Russie aurait dû se dérouler selon les canons du matérialisme historique ». Pour Gramsci, les bolcheviques ont su construire une volonté collective et lui donner la seule forme politique, le socialisme, qui puisse résoudre les problèmes sociaux que la guerre a transformé en autant de catastrophes. Contre la théorie devenue dogme, ils ont fait l'histoire.

##### L’Ordine nuovo

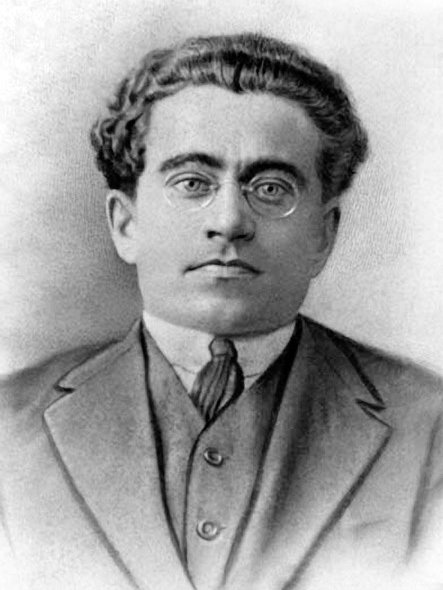
Portrait d'Antonio Gramsci, en 1922.

Au lendemain de la guerre, le groupe composé de Gramsci, Tasca, Togliatti et Terracini se reconstitue pour donner naissance à une nouvelle revue, L'Ordine nuovo, « revue de culture socialiste », qui vise à fournir aux ouvriers une éducation politique et culturelle et à les rendre aptes à construire leur propre culture. La revue va prôner, sous l’égide intellectuelle de Gramsci, une ligne politique nouvelle, fondée sur le rôle des « conseils d’usine ». Dans un article intitulé « Démocratie ouvrière » paru en juin 1919, et qu’il qualifiera lui-même, plus tard, de « coup d’État rédactionnel » mené contre Tasca, Gramsci développe l’idée selon laquelle les « Commissions internes » en vigueur dans les grandes entreprises italiennes, structures élues par le seul personnel syndiqué, devaient être transformées en Conseils d’usine, élus par tous les ouvriers, y compris les non-syndiqués, et aptes à prendre en charge, au-delà de la classique défense syndicale des intérêts des salariés, la production elle-même, et à devenir par là les structures de base du futur État socialiste.
Le rôle des conseils d’usine est expérimenté en grandeur réelle lors des mouvements d’occupation d’usines de l’année 1920 et plus particulièrement pendant les grandes grèves de septembre, lesquelles se soldent par une défaite des ouvriers turinois, faute de soutien de la part de la direction du PSI et des syndicats, et de l’élargissement du mouvement au pays tout entier.
La priorité, pour le courant « ordinoviste » de Gramsci, comme pour toute la gauche du PSI, rassemblée derrière le leader napolitain Amedeo Bordiga, est alors de rompre avec le courant réformiste qui dirige le parti et de créer un parti communiste qui satisfasse aux conditions émises au cours de l’été 1920 par l’Internationale communiste. Déjà au printemps 1920, Gramsci, convaincu qu’une incapacité des organisations ouvrières à prendre le pouvoir politique se traduirait par une réaction terrible de la part du patronat, rédige, pour la section de Turin du PSI, un texte en ce sens qui est remarqué et salué par Lénine.
Gramsci participe, avec Tasca, Togliatti et Terracini, à la fondation du Parti communiste italien lors du Congrès de Livourne en janvier 1921 et soutient l’action de Bordiga, sans cependant s’y reconnaître pleinement, notamment en ce qui concerne le rôle des structures telles que les conseils d’usine.
En mai 1922, après avoir vécu 11 ans à Turin, Gramsci, nommé délégué du Parti communiste d'Italie (PCd’I) à l’Internationale communiste, part pour Moscou.

### Moscou et l’Internationale communiste (1922-1924)

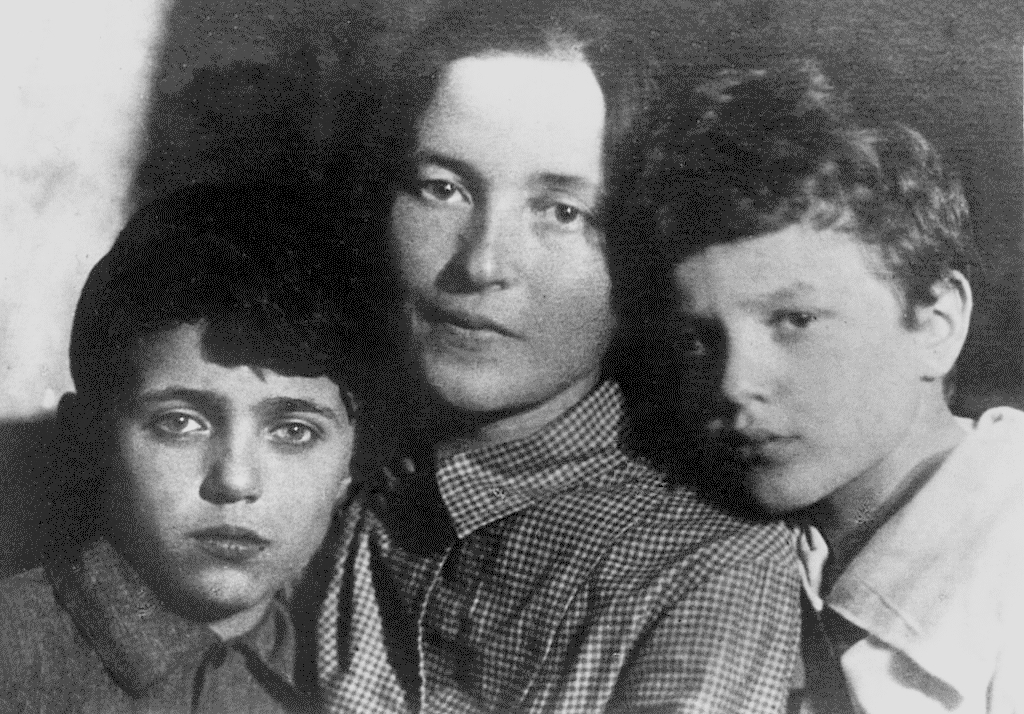
Giulia Schucht, la compagne d'Antonio Gramsci, et leurs deux fils, dans les années 1930.

Lorsqu’il arrive à Moscou en mai 1922, Gramsci est épuisé et en proie à des crises nerveuses qui inquiètent son entourage. Il est envoyé dans une maison de repos de la banlieue de Moscou où il rencontre Eugenia Schucht. Celle-ci est la fille d’Apollon Schucht, un officier engagé dans la lutte contre le tsarisme aux côtés des narodniki dans les années 1880, assigné à résidence en Sibérie et qui s’est exilé ensuite, avec sa famille, en Suisse, puis en France et, enfin, en Italie. Apollon Schucht a milité avec Alexandre Oulianov, le frère aîné de Lénine. Ce dernier est le parrain de l’une des filles Schucht.
Trois filles d'Apollon Schucht jouent un rôle déterminant dans la vie de Gramsci : Eugenia, Giulia et Tatiana. Elles ont fait leurs études en Suisse et en Italie et parlent parfaitement l’italien. Eugenia a été, avant de tomber malade, une collaboratrice de la femme de Lénine, Nadejda Kroupskaïa. Entre elle et Antonio se noue une relation qui va au-delà de la simple amitié, mais, en septembre 1922, elle présente à Gramsci sa sœur Giulia et c’est avec cette dernière que le militant sarde va se lier. Giulia est née en 1896 en Suisse, elle a poursuivi ses études musicales au conservatoire de Rome et, lorsque Gramsci la rencontre, elle enseigne la musique à Ivanovo.
L’Internationale communiste (IC) cherche à provoquer une fusion entre le petit PCd'I et le PSI, dirigé alors par les terzini, ou les « maximalistes », c’est-à-dire les militants socialistes, majoritaires au Congrès de Livourne, qui ont adhéré à l’Internationale communiste, mais refusent de quitter le vieux PSI pour rejoindre le PCd’I. Bordiga et la direction du PCd’I, Gramsci compris, sont farouchement opposés au projet de fusion, qui risque, à leurs yeux, de dénaturer le parti né de la rupture de Livourne. Seule la « droite » du parti, dirigée par Tasca, y est favorable. L’IC insiste et met tout son poids dans la balance. Bordiga est prêt à aller jusqu’à la rupture avec elle. Gramsci, cependant, est conscient des limites de l’action du leader napolitain, dont le sectarisme coupe le parti des masses. Il rencontre Lénine en octobre 1922 et, à partir du printemps 1923, rassuré par l’échec, à la suite du refus du PSI, de la tentative de fusion, il entre peu à peu en opposition à Bordiga. L’arrestation de celui-ci, ainsi que de l’essentiel de la direction du PCd’I, en février 1923, va le pousser au premier plan. Il propose, appuyé par l’IC, la création d’un journal, conçu comme un grand quotidien de masse et dont le nom sera L’Unità. En décembre 1923, Gramsci, chargé d’organiser un centre d’information pour l’IC, quitte Moscou pour Vienne (Autriche). Il y travaille principalement à la réorganisation du PCd’I dans le sens du large rassemblement des forces ouvrières voulu par l’IC. Lorsqu’il quitte Moscou, Giulia est enceinte et ne peut l’accompagner à Vienne.
Aux élections de mai 1924, Gramsci est l’un des 19 élus des listes communistes. Protégé par son immunité parlementaire, il peut rentrer en Italie. En août, peu après son retour et son installation à Rome, son premier fils, Delio, naît à Moscou.

### Rome, le dirigeant (1924-1926)
Le leadership de Bordiga, en rupture avec l’IC, sur le PCd'I est confirmé peu après le retour de Gramsci au cours d’une importante réunion clandestine des cadres du parti.
Quelques semaines après avoir fait son entrée au Parlement italien, Gramsci est confronté à la crise que déclenche l’assassinat par les fascistes du député socialiste Giacomo Matteotti. La stratégie de « l’Aventin », consistant pour les élus de gauche à refuser de siéger, est un échec et débouche sur la consolidation définitive du fascisme par l’adoption des « lois fascistissimes » en 1925 et 1926. Gramsci dénonce dans L’Unità la passivité et la pusillanimité des parlementaires socialistes.
À partir de l’automne 1924, Gramsci multiplie les déplacements dans toute la Péninsule italienne pour rencontrer les militants et les écarter de la ligne bordiguiste. Un déplacement en Sardaigne lui donne l’occasion de revoir les siens à Ghilarza pour la dernière fois.
De cette réflexion et de ces discussions avec les militants naîtront les Thèses de Lyon, rédigées par Gramsci et Togliatti et largement approuvées au IIIe congrès du PCd’I organisé à Lyon en janvier 1926. Bordiga, déjà isolé au sein de l’IC, est désormais en minorité également dans le parti italien, dont Gramsci devient le leader incontesté.
Les Thèses de Lyon constituent un essai de « traduction de l’expérience soviétique en Italie ». Gramsci y dessine les contours d’une « bolchevisation » du PCd’I conforme aux résolutions de l’IC, mais en lui conférant des traits tout à fait spécifiques à la société italienne. Il insiste en particulier sur l’alliance ouvriers-paysans, laquelle, en Italie, met en jeu, au-delà de sa dimension sociale, ce que l’on appelle, depuis l’unité de 1861, la « question méridionale ».
En mars 1925, Gramsci participe, à Moscou, au Ve congrès de l’exécutif élargi de l’IC et voit pour la première fois son fils Delio, âgé de quelques mois. Quelques semaines auparavant, il a fait la connaissance de sa belle-sœur Tatiana Schucht, restée en Italie après le retour de la famille en Russie. Giulia et Delio, accompagnés d’Eugenia, puis du beau-père de Gramsci, Apollon, s'installent à Rome, à partir d’octobre 1925. Giulia, de nouveau enceinte, rentre à Moscou au début de l’été 1926, bientôt suivie par le reste de la famille. Gramsci ne les reverra plus. Il ne connaîtra jamais son second fils, Giuliano, né en août.
En octobre 1926, peu avant son arrestation, il rédige son essai sur la « question méridionale », Alcuni temi della quistione meridionale, qui reprend en les approfondissant certaines des idées émises dans les Thèses de Lyon et dans diverses interventions. Le texte de Gramsci devient un classique ; s’y trouvent en germe des notions ensuite élaborées dans les Cahiers de prison, telles que celles de « bloc historique » ou « d’intellectuels organiques ».
C’est également à la veille de son arrestation que Gramsci s'éloigne de Togliatti. La bataille extrêmement violente qui se déroule au sommet du Parti communiste russe depuis la mort de Lénine, entre Staline et Boukharine d’un côté, Trotsky, Zinoviev et Kamenev de l’autre, inquiète les militants italiens et le bureau politique décide d’envoyer au Comité Central du Parti communiste une lettre, rédigée par Gramsci, appelant les dirigeants soviétiques à ne pas décourager et désespérer le prolétariat des autres pays. Togliatti, représentant du PCd’I à l’exécutif de l’IC, décide de ne pas transmettre la lettre. Il s’en explique au bureau politique et dans une lettre adressée à Gramsci, lequel dans sa réponse mettra en cause le « bureaucratisme » de Togliatti. L’arrestation de Gramsci empêchera que la discussion entre les deux dirigeants puisse se développer, mais Gramsci ne cherche jamais à rétablir des liens personnels avec Togliatti, malgré les tentatives de celui-ci.
Le 8 novembre, 1926, Gramsci, est arrêté, comme les autres députés socialistes et communistes, en dépit de son immunité parlementaire.

### Prison (1926-1937)

#### Ustica et Milan
Gramsci passe tout d’abord deux semaines à l’isolement dans la prison Regina Coeli de Rome, puis il est condamné à la déportation pour cinq ans sur l’île d'Ustica, au large de la Sicile. Il y retrouve nombres de camarades de son parti, notamment Bordiga, avec lequel il partage son logement et organise une école destinée aux autres prisonniers.
En novembre 1926, dans le cadre des « lois fascistissimes », le « Tribunal spécial pour la sécurité de l’État » est créé par le régime ; un nouveau chef d’inculpation est lancé contre Gramsci afin de le faire comparaître, avec d’autres dirigeants communistes, devant ce tribunal. En janvier 1927, Gramsci est transféré d’Ustica à la prison San Vittore de Milan. Le trajet entre Ustica et Milan dure trois semaines et se déroule dans des conditions épouvantables pour la santé du prisonnier. Gramsci restera à San Vittore pendant toute l’instruction du procès.

#### Leprocessone
Vingt-deux communistes, parmi lesquels, outre Gramsci, Terracini et Scoccimarro, sont jugés à Rome du 28 mai au 4 juin 1928. Les prévenus sont accusés de conspiration, d’instigation à la guerre civile, d’apologie du crime et d’incitation à la haine de classe. De ce processone (maxi-procès), la postérité a retenu tout particulièrement la phrase par laquelle le procureur, Michele Isgrò, parlant de Gramsci, aurait conclu son réquisitoire : « Nous devons empêcher ce cerveau de fonctionner pendant 20 ans. » Terracini lit au nom de tous les accusés une déclaration fameuse, dans laquelle il ironise aux dépens du régime : « le fait pur et simple de l’existence du Parti communiste est suffisant, par lui-même, à faire courir un danger grave et imminent au régime. Le voilà donc, l’État fort, l’État protégé, l’État totalitaire, l’État surarmé ! »
Les peines prononcées sont extrêmement lourdes : 20 ans, 5 mois et 4 jours pour Gramsci et Scoccimarro, 2 ans de plus pour Terracini, qui paie ainsi le rôle joué pendant le procès.
À la suite d’une requête faite par sa sœur Teresina, Gramsci est envoyé dans un établissement pénitentiaire destiné aux détenus malades et le 19 juillet 1928, il arrive à la prison de Turi, dans les Pouilles. Il y restera jusqu’au mois de novembre 1933. C'est là qu'il rédigera, dès qu'il fut à nouveau autorisé à écrire à partir de février 1929, ses Cahiers de prison.

#### Tania
Deux personnes jouent un rôle essentiel dans la vie de Gramsci en prison : sa belle-sœur Tatiana Schucht et Piero Sraffa. C’est notamment par leur intermédiaire qu’un lien fragile est maintenu entre le prisonnier et la direction du PCI qui s’était réfugiée à Paris. Tatiana Schucht est, en effet, en tant que belle-sœur de Gramsci, la personne autorisée à lui rendre visite et c’est à elle que nombre des « Lettres de prison » sont adressées. Tania — ainsi que l’appelait Gramsci — recopie ces lettres pour les envoyer à Piero Sraffa, lequel les fait ensuite parvenir à la direction du PCI à Paris.
Tatiana Schucht est née en 1888 à Samara. Elle a 6 ans lorsque sa famille s'installe à Genève et 20 lorsqu'elle arrive à Rome en 1908. Elle ne suit pas sa famille lorsque celle-ci retourne en Russie et pendant plusieurs années elle n'a plus que des contacts épisodiques avec elle.
Lorsque Gramsci rentre en Italie en juin 1924, il est chargé par la famille Schucht de retrouver Tatiana. Il lui faut 8 mois pour y parvenir. Elle enseigne alors le français à l'école Crandon, une institution privée pour jeunes filles.
Après l’arrestation de Gramsci, c'est elle qui le prend en charge. Elle s'installe à Milan en 1927-1928 lorsque Gramsci est emprisonné à San Vittore pendant l'instruction de son procès, puis elle fait régulièrement le voyage à Turi pour lui rendre visite. Elle y fait même plusieurs séjours assez longs. Après l’hospitalisation de Gramsci à Formia puis à Rome, elle est, jusqu’à la fin, à ses côtés.
C'est elle qui maintient, autant que possible, le contact entre Gramsci et Giulia, s'efforçant de lever les incompréhensions de l'un et de l'autre, de les aider à surmonter les découragements, empêchant Gramsci de rompre, comme il en manifeste l'intention, en 1932, au pire moment de sa détention.
Le dévouement de Tatiana à l’égard de son beau-frère ne relève pas de l’acte militant : elle ne s’intéresse pas vraiment à la politique et n’a jamais été, comme ses sœurs et son père, une vraie « bolchevique ». Elle est pourtant toujours présente auprès de Gramsci, y compris lorsque celui-ci la traite durement, déchargeant sur elle les frustrations dues à sa situation, aux échecs des tentatives de libération, à sa maladie, à ses désaccords politiques, à l'absence de contacts réguliers avec Giulia.
C'est elle qui finit par obtenir de Gramsci qu'il accepte de faire une demande de transfert en clinique. C'est elle, enfin, qui l'accompagnera dans ses derniers instants, qui s'occupe des obsèques et, enfin, qui récupère et met à l'abri, avec l'aide de Sraffa, les Cahiers de prison. La mère de Gramsci l'appelle « Quella santa creatura » (« cette sainte créature ») et elle a pu être surnommée plus tard, « l'Antigone » de Gramsci.
Après avoir vécu 30 ans en Italie, elle retourne en Russie en 1938, certes pour retrouver les siens, mais aussi pour veiller sur le sort fait aux Cahiers.
En 1941, lors de l'avancée allemande et de l'évacuation de Moscou, la famille se réfugie à Frunze, au Kirghizistan, en Asie centrale, et, peu avant de rentrer à Moscou en 1943, Tania est frappée par le typhus qui l'emporte en quelques jours. Elle a 55 ans et n'a pas assisté à la « découverte » de Gramsci après la guerre.

#### Piero Sraffa
Une autre personne est très proche de Gramsci pendant son incarcération : Piero Sraffa, qui devient après la guerre un économiste de renom.
Il est présenté à Gramsci par Umberto Cosmo en 1919.
Il rejoint Cambridge en 1927, fuyant le fascisme et appelé par John Maynard Keynes. Il y reste jusqu’à sa mort en 1983.
Sraffa n’a jamais été officiellement membre du PCI, il est plutôt ce qu’on appelle un « compagnon de route ». À partir de janvier 1927, il intervient de manière très active pour aider Gramsci. Il lui ouvre un compte illimité à la librairie Sperling and Kupfer de Milan, va le voir lorsqu’il est à Milan, rencontre la famille russe de Gramsci pendant un séjour en URSS, le pousse à écrire, lui apportant une stimulation intellectuelle qui a joué son rôle dans la rédaction des Cahiers. Il fait, enfin, intervenir son oncle maternel Mariano D'Amelio, Président de la Cour de cassation, pour obtenir le transfert de Gramsci en clinique.
Sraffa est le véritable relais entre Gramsci et son parti. Tania lui transmet une copie des lettres que lui envoie le prisonnier, et qui comportent souvent des réflexions politiques exprimées dans un langage plus ou moins codé. Sraffa fait lui-même parvenir ces lettres à la direction du PCI installée à Paris.
Il n'est jamais autorisé à rendre visite à Gramsci à Turi, mais, lorsque celui-ci est incarcéré en clinique, à Formia puis à Rome, il se rend souvent auprès de lui. Ainsi, c’est à lui, lors de sa dernière visite en mars 1937, que Gramsci confie le soin de transmettre à ses camarades sa conviction de la nécessité, à la chute du fascisme, de mettre en œuvre une assemblée constituante.

#### Tentatives de libération
Gramsci a longtemps espéré retrouver la liberté à la suite d’un échange de prisonniers entre les États italien et soviétique. Espoir toujours déçu.
Trois tentatives ont été faites, en 1927, 1933 et 1934. Il s’agit, dans chaque cas, d’organiser entre les États italien et soviétique, l’échange de Gramsci contre des personnes détenues en Union soviétique, notamment des prêtres catholiques. Ces tentatives, qui ont toutes échoué, ont été accompagnées de campagnes de presse internationales dénonçant les conditions d’incarcération de Gramsci, campagnes dans lesquelles celui-ci a toujours vu une cause déterminante des échecs : dans le contexte créé par elles, la libération de Gramsci apparaît nécessairement comme une défaite du fascisme, ce que Mussolini ne pouvait accepter. Il reste, cependant, que si la campagne de 1933 a constitué un obstacle à la libération de Gramsci, elle contribue sans doute également à faire accepter par le régime son transfert dans un établissement de soin.
En réalité, les principales raisons de l’échec des tentatives de libération sont à chercher ailleurs. Dans le fait, par exemple, que Mussolini a toujours mis pour condition à la libération de Gramsci une demande officielle de grâce, à laquelle celui-ci, qui la considère comme « une forme de suicide », n’accepte jamais de se plier.
Dans le fait également que la libération des prisonniers, Gramsci et Terracini d’un côté, les prêtres catholiques retenus en URSS de l’autre, n’est jamais un dossier prioritaire ni pour le gouvernement soviétique, ni pour la haute hiérarchie catholique, laquelle, en 1927, est engagée dans la négociation des accords du Latran, et, par la suite, souhaite surtout préserver ses rapports avec le gouvernement fasciste.
Quant au gouvernement soviétique, s’il accompagne les tentatives, il n’en est jamais l’initiateur et ne cherche pas à exploiter toutes les voies possibles pour obtenir la libération de Gramsci — plus vraiment en odeur de sainteté auprès du PCR et de l’Internationale communiste après 1926 — préférant ne pas risquer de mettre en danger les relations instaurées avec le gouvernement italien lors de la signature du pacte de non-agression de 1933.

#### Maladie de Gramsci
Gramsci était atteint du Mal de Pott, une tuberculose osseuse qui se déclare très tôt, et qui n'est diagnostiquée qu’en 1933. C’est à cette maladie, qu’on ne sait pas guérir à l’époque, qu’il doit son dos déformé et sa petite taille. Le mal de Pott explique les problèmes de santé que Gramsci a toujours connus, mais la vie qu’il mène contribue largement à les aggraver : misère et précarité pendant ses premières années à Turin, suractivité et stress d’une vie militante semi-clandestine, conditions de la vie carcérale ensuite.
En 1928, un examen médical effectué à la prison de Milan à la demande de sa sœur Teresina montre qu’il est atteint d'uricémie et permet son transfert à la prison dite « sanitaire » de Turi dans les Pouilles. En réalité, il n’y reçoit aucun soin particulier et son état se détériore très rapidement.
En août 1931, Gramsci fait une première crise grave, au cours de laquelle il crache beaucoup de sang. Ses migraines et ses insomnies s’aggravent. En mars 1933, il fait une seconde crise : il souffre d’hallucinations et pendant plusieurs jours ne peut plus marcher. C'est à la suite de cette attaque que Tania obtient enfin que Gramsci soit examiné par un spécialiste, le professeur Arcangeli, qui diagnostique le mal de Pott dont Gramsci souffre depuis l’enfance, et note qu'il souffre également d'artériosclérose avec hypertension artérielle, qu’il a sans doute été atteint par le scorbut et a perdu de nombreuses dents, qu'il est très amaigri et ne pourra pas survivre longtemps dans les conditions d'emprisonnement qui lui sont faites.
Lorsqu'à la suite du rapport d’Arcangeli, Gramsci est transféré à la clinique du docteur Cusumano à Formia, en novembre 1933, il est trop tard et il continue à s’affaiblir irrémédiablement. En octobre 1934, Gramsci obtient sa mise en liberté conditionnelle. Il n'en reste pas moins très étroitement surveillé, ainsi que les personnes autorisées à lui faire des visites. En juin 1935, son état de santé s’aggrave brusquement. Il est remis en liberté 2 jours avant sa mort, le 25 avril 1937. Il obtient en août 1935 son transfert à Rome, dans la clinique Quisisana, où très affaibli, il meurt d’une hémorragie cérébrale le 27 avril 1937.

Il est inhumé au cimetière de Rome réservé aux personnes non-catholiques.

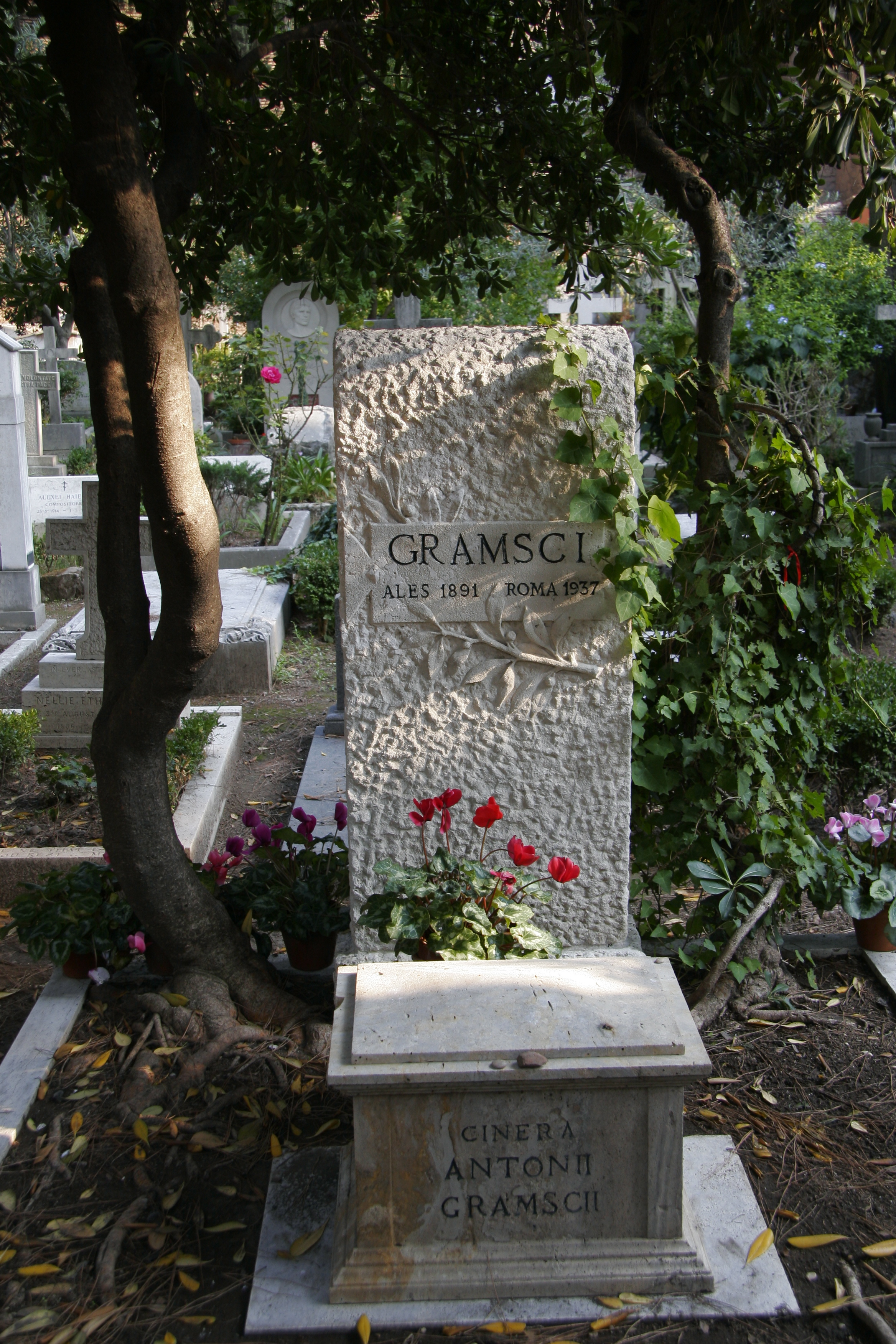
Tombe de Gramsci. Cimetière Acatholique de Rome.

### Postérité
En 1947, il reçoit à titre posthume le prix Viareggio, décerné par son ami Leonida Rèpaci, président du jury, alors qu'il ne peut être normalement attribué qu'à une personne vivante.
Vingt ans plus tard, en 1957, le poète Pier Paolo Pasolini lui rend hommage en publiant à Milan, chez les éditions Garzanti : Les Cendres de Gramsci (Le Ceneri di Gramsci). Pasolini écrit (N.d.A.) : « Gramsci est enterré dans une petite tombe du cimetière des Anglais, entre la porte Saint-Paul et le Testaccio, non loin de la tombe de Shelley. Sur le cippe, on ne lit qu'une inscription : Cinera Gramsci, suivie des dates. »

#### Incidents des années 1930-1931
En 1929, Staline s’est définitivement imposé à la tête du PCR et de l’IC. Son installation s’est accompagnée d’une réorientation des analyses et de la stratégie de l’IC : radicalisation des masses dans les pays capitalistes, imminence d’une guerre contre l'URSS, « socialisme dans un seul pays », fin de la NEP, industrialisation accélérée, « social-fascisme », c’est-à-dire assimilation de la social-démocratie à une « aile gauche » du fascisme.
Sous l’égide de Togliatti, le parti italien, clandestin et sans ressources autres que celles qui lui proviennent de l’IC, s’aligne en plusieurs étapes entre 1929 et 1931 (Congrès de Cologne). Les éléments des « Thèses de Lyon » allant dans le sens d’une dénonciation de la social-démocratie sont poussés jusqu’à la thèse du « social-fascisme » ; ceux évoquant une phase intermédiaire rassemblant les forces antifascistes disparaissent : la défaite du fascisme doit déboucher directement sur une « dictature du prolétariat ». Bordiga, Tasca, les « Trois » (Alfonso Leonetti, Paolo Ravazzoli et Pietro Tresso) sont exclus.
Gramsci est mis au courant des discussions et des expulsions qui se sont ensuivies par son frère Gennaro qui lui rend visite en juin 1930, mandaté par la direction du PCI installée à Paris.
Il en apprend davantage en décembre 1930 lors de l’arrivée à Turi de Bruno Tosin, qui a travaillé jusqu’à son arrestation directement pour le centre installé à Paris.
Selon un témoignage évoqué par Vacca, il connaît les conclusions du Congrès de Cologne en mai 1931, qui lui sont transmises écrites à l’encre sympathique dans une revue anglaise.
Entre-temps, à l’automne 1930, Gramsci tient des sortes de conférences-discussions dans la cour de la prison à ses camarades. Selon les témoignages, il continue à y défendre l’idée d’une transition opérée à travers une assemblée regroupant les forces antifascistes ; il évoque alors l'idée d'une Assemblée constituante. Sa position est violemment condamnée, la querelle prend un tour personnel, les contacts sont rompus entre Gramsci et les autres communistes de Turi.
Au début de 1931, les adversaires de Gramsci sont transférés, à leur demande, dans d’autres prisons. Le principal d’entre eux, Athos Lisa, rédige, en 1933, un rapport, présenté à la direction du PCI, sur les incidents de 1930 et les positions défendues par Gramsci.
Le départ des opposants à Gramsci et l’arrivée de nouveaux prisonniers permet de calmer les esprits et à Gramsci de rétablir des relations normales avec les autres prisonniers.
Gramsci continue jusqu’au bout à défendre l’idée de la nécessité d’une Assemblée constituante à la chute du fascisme : lors de sa dernière rencontre avec P. Sraffa, en mars 1937, c’est encore le mot d’ordre qu’il lui demandera de transmettre à la direction du PCd’I.

## Pensée
Gramsci a écrit plus de 30 cahiers durant son emprisonnement. Ces écrits, connus sous le titre de Cahiers de prison (Quaderni del carcere), contiennent ses réflexions sur l'histoire italienne, ainsi que des idées en théorie marxiste, théorie critique et théorie éducative, telles que :
- L'hégémonie culturelle,
- Le Parti médiatique,
- Le besoin d'encourager le développement d'intellectuels provenant de la classe ouvrière, ce qu'il a appelé « l'intellectuel organique »[40],
- L'éducation des travailleurs,
- La distinction entre la société politique et la société civile,
- L'historicisme (ou humanisme) absolu,
- La critique du déterminisme économique,
- La critique du matérialisme « vulgaire » ou du matérialisme « métaphysique ».

### Hégémonie culturelle
Un épicycle de la pensée marxiste pallie l'absence de la révolution prévue par Marx et le renforcement des institutions capitalistes : la bourgeoisie domine par la force mais aussi par le consentement, notamment par son hégémonie culturelle qui fait que le prolétariat adopte les intérêts de la bourgeoisie. L'Église catholique illustre par exemple cette hégémonie. La domination est du consentement cuirassé de coercition. Ainsi elle n'est pas pure violence ou pure domination culturelle mais bien l'articulation des deux niveaux.

### Intellectuels et éducation
Gramsci s'est intéressé de près au rôle des intellectuels dans la société. Il disait notamment que tous les Hommes sont des intellectuels, mais que tous n'ont pas la fonction sociale d'intellectuels. Il avançait l'idée que les intellectuels modernes ne se contentaient pas de produire du discours, mais étaient impliqués dans l'organisation des pratiques sociales. Ils produiraient le sens commun, c'est-à-dire ce qui va de soi. Ainsi les intellectuels engagés aux côtés de la classe ouvrière joueraient un rôle majeur en produisant des évidences qui détruiraient le sens commun produit, selon lui, par la bourgeoisie.
Il établissait de plus une distinction entre une « intelligentsia traditionnelle » qui se pense (à tort) comme une classe distincte de la société, et les groupes d'intellectuels que chaque classe génère « organiquement ». Ces intellectuels organiques ne décrivent pas simplement la vie sociale en fonction de règles scientifiques, mais expriment plutôt les expériences et les sentiments que les masses ne pourraient pas exprimer par elles-mêmes. L'intellectuel organique comprendrait par la théorie mais sentirait aussi par l'expérience la vie du peuple.
La nécessité de créer une culture propre aux travailleurs est à mettre en relation avec l'appel de Gramsci pour un type d'éducation qui permette l'émergence d'intellectuels qui partagent les passions des masses de travailleurs. Les partisans de l'éducation adulte et populaire considèrent à cet égard Gramsci comme une référence.

### Société politique et société civile

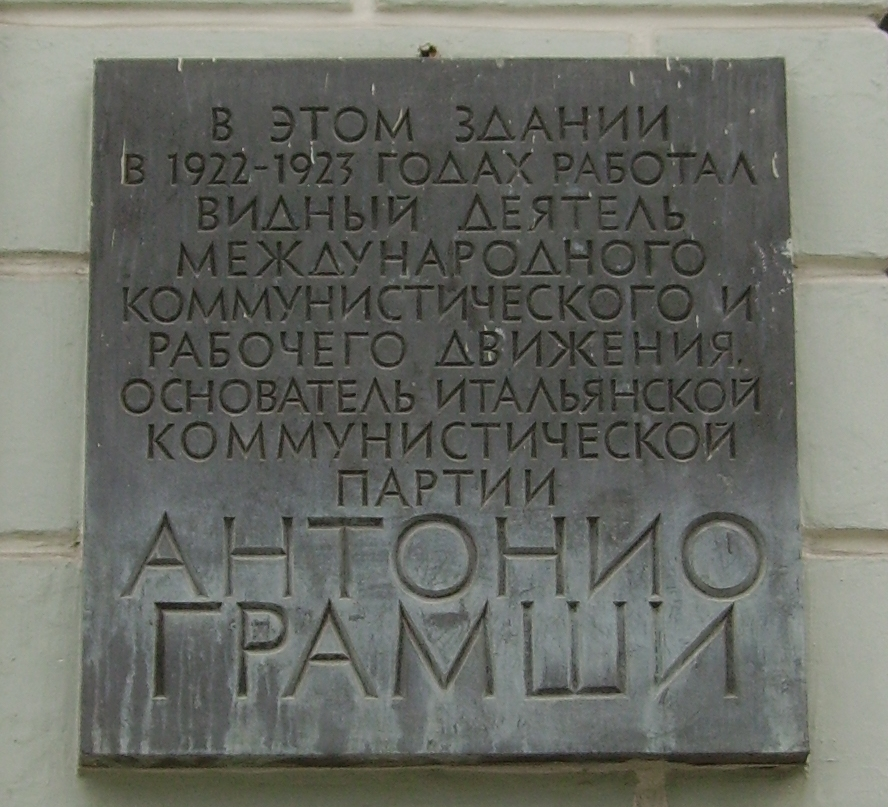
Plaque commémorative à Moscou.

La théorie de l'hégémonie de Gramsci est inséparable de sa conception de l'État capitaliste, dont il dit qu'il dirige par la force et le consentement. L'État ne doit pas être compris comme le seul gouvernement, Gramsci distingue deux grandes parties : la « société politique », lieu des institutions politiques et du contrôle constitutionnel-légal (la police, l'armée, la justice) ; la « société civile », lieu des institutions culturelles (l'université, les intellectuels) qui diffusent l'idéologie explicite ou implicite de l'État, dont le but est d'obtenir l'adhésion sur des valeurs admises par la majorité. La première est régie par la force, la seconde par le consentement. Gramsci précise cependant que cette distinction est avant tout conceptuelle et que les deux sphères se recoupent souvent.
Gramsci affirme que, sous le capitalisme moderne, la bourgeoisie peut maintenir son contrôle économique en laissant la société politique accorder un certain nombre de revendications aux syndicats et aux partis politiques de masse. Ce faisant, la bourgeoisie s'engage dans une « révolution passive » par des concessions sur ses intérêts économiques immédiats, concessions qui s'avèrent en fait des modifications des formes de son hégémonie. Gramsci considère des mouvements comme le fascisme, le réformisme, le taylorisme et le fordisme, comme des exemples de ce processus.
Pour Gramsci, le parti révolutionnaire est la force capable de faire émerger des intellectuels organiques pour les travailleurs, outil qui permettra de contester l'hégémonie de la classe dominante sur la société civile. La nature complexe de la société civile moderne signifie que défaire l'hégémonie bourgeoise et conduire au socialisme est impossible sans une « guerre de position ». Pour Gramsci, l'avènement du socialisme ne passe prioritairement ni par le putsch, ni par l'affrontement direct, mais par ce combat culturel contre les intellectuels de la classe dirigeante. Cette guerre de position serait rendue nécessaire par l'armature idéologique de l'État bourgeois moderne (éducation, presse, Églises, culture populaire). Car si dans les régimes dictatoriaux c'est principalement la société politique qui fait l'oppression, il pense que dans les sociétés occidentales la société civile est une composante importante de la domination qui doit en conséquence être l'objet du combat.
Bien qu'il soit difficile de tracer une ligne claire entre « société politique » et « société civile », Gramsci met en garde contre le culte de l'État qui découle de l'identification des deux, telle qu'elle serait faite, selon lui, par les jacobins et les fascistes.

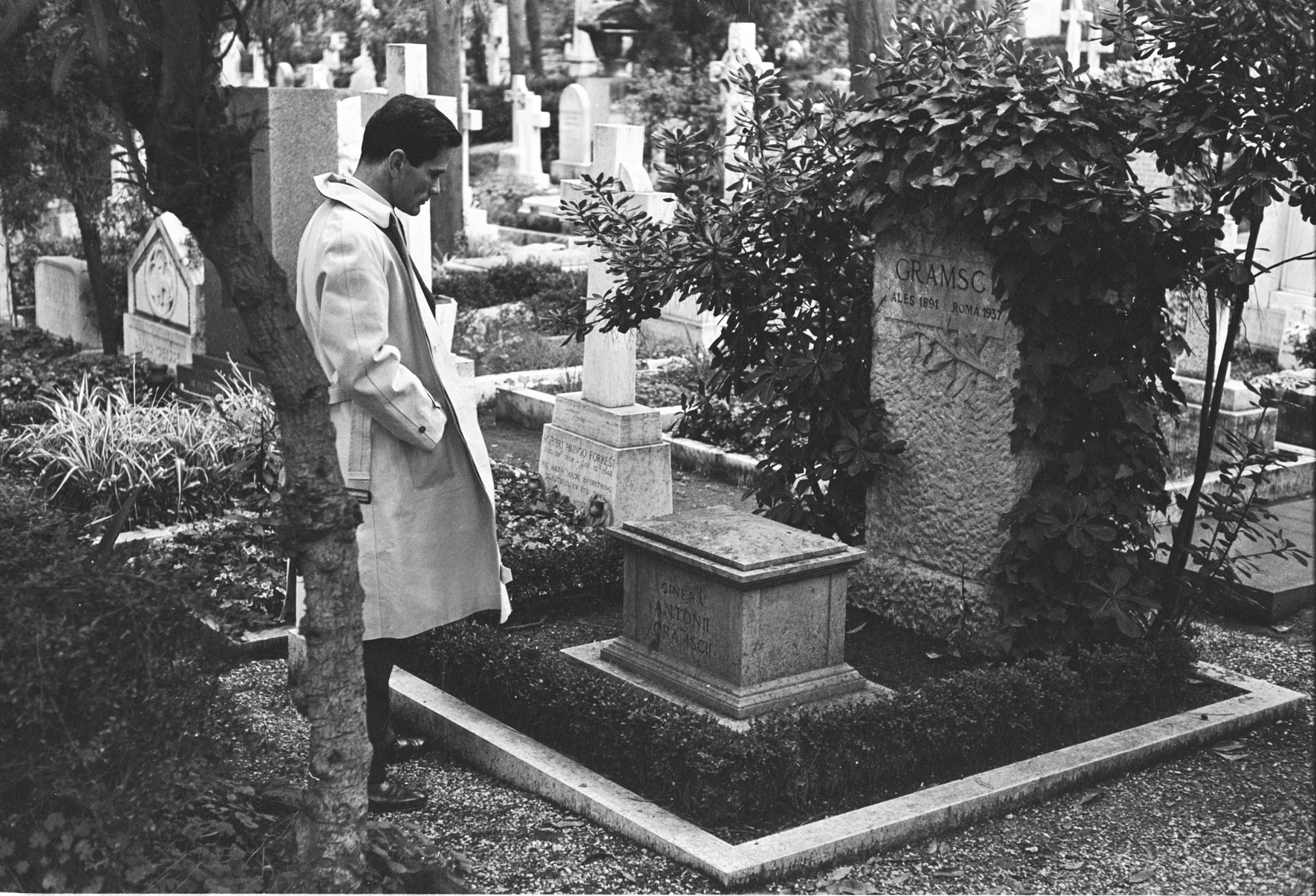
Pasolini devant la tombe de Gramsci.

### Historicisme
Comme le jeune Marx, Gramsci était un fervent partisan de l'historicisme. Dans cette perspective, toute la signification découle de la relation entre l'activité humaine pratique (ou « praxis ») et les processus socio-historiques objectifs dont elle fait partie. Les idées, leur fonction et leur origine, ne peuvent être comprises en dehors du contexte socio-historique. Les concepts par lesquels nous organisons notre connaissance du monde ne dérivent pas en effet en premier lieu de notre rapport aux choses, mais plutôt des relations sociales entre les utilisateurs de ces concepts. Par conséquent, il n'y a pas de « nature humaine » inaltérable, mais seulement des variations historiques. De surcroît, la science ne « reflète » pas une réalité indépendante de l'homme, elle n’est vraie que dans la mesure où elle exprime le processus en cours dans une situation historique donnée. La majorité des marxistes tenait par exemple pour acquis que la vérité est la vérité quels que soient le lieu et le moment de sa connaissance, et que le savoir scientifique (marxisme inclus) est accumulé historiquement et n'appartient donc pas à la sphère, considérée illusoire, de la superstructure.
Pour Gramsci, cependant, le marxisme n'est « vrai » que dans un sens social pragmatique, au sens où en articulant la conscience de classe du prolétariat il exprime la « vérité » de son temps mieux qu'aucune autre théorie. Cette position anti-scientifique[pourquoi ?] et anti-positiviste a été attribuée à l'influence de Benedetto Croce, sans doute l'intellectuel italien le plus respecté de son temps. Il faut toutefois rappeler que Gramsci insistait sur son « historicisme absolu » en rupture avec la teneur idéaliste et hégélienne de la pensée de Croce et avec sa propension à maintenir une synthèse métaphysique dans la « destinée historique ». Bien que Gramsci s'en soit défendu, sa conception historiciste de la vérité a pu être taxée de relativisme[réf. nécessaire].

### Critique de l'économisme
Dans un article écrit avant son emprisonnement et intitulé « La révolution contre le Capital », Gramsci affirmait que la révolution russe en Russie invalidait l'idée que la révolution socialiste ne pouvait se faire avant le développement total des forces capitalistes de production. Cela renvoyait à cette conception par Gramsci du marxisme comme une philosophie non-déterministe. Gramsci insistait sur le fait qu'affirmer la primauté causale des relations de production était mal comprendre le marxisme. Les changements économiques et culturels sont les expressions d'un processus historique de base, et il est difficile de dire quel élément a la primauté sur l'autre. La croyance fataliste, fort répandue dans les premiers mouvements socialistes, en un triomphe inévitable en raison des « lois historiques » était, du point de vue de Gramsci, le produit des conditions historiques d'une classe oppressée réduite à une action défensive. Cette croyance devait être abandonnée une fois que les travailleurs étaient capables de prendre l'initiative.
La « philosophie de la praxis » ne peut pas considérer que des « lois historiques » soient comme les agents ou le moteur du changement social. L'histoire est dépendante de la praxis humaine et implique donc la volonté humaine, individuelle et surtout collective. Cependant, la volonté ne peut pas aboutir dans n'importe quelle situation : des circonstances historiques favorables sont requises. Plus encore, l'apparition même d'une volonté collective agissante historiquement dépend elle-même de certaines conditions socio-historiques. Mais, si la praxis et la volonté humaine sont bien conditionnées historiquement, il n'en reste pas moins qu'il n'y a aucune inévitabilité historique absolue dans la réalisation de tel ou tel processus, ni du processus historique dans son ensemble.

### Critique du matérialisme «vulgaire»
Parce qu'il croyait que l'histoire humaine et la praxis collective déterminent la pertinence de telle ou telle question philosophique, les vues de Gramsci vont à l'encontre du matérialisme métaphysique soutenu par Engels (que Gramsci ne mentionne pas explicitement néanmoins) ou Plekhanov. Pour Gramsci, le marxisme ne s'occupe pas d'une réalité existant par et pour elle-même indépendamment de l'humanité. Le concept d'un univers objectif extérieur à l'histoire et à la praxis humaine est selon lui analogue à la croyance en Dieu, et tombe dans la réfutation du matérialisme énoncée par Kant ; l'histoire naturelle n'a de sens qu'en relation à l'histoire humaine. Le matérialisme philosophique comme sens commun est le fruit d'un manque de pensée critique et ne peut pas, contrairement à ce que disait Lénine, s'opposer à la superstition religieuse. En dépit de cela, Gramsci se résignait à l'existence de cette forme plus grossière du marxisme : le statut du prolétariat comme classe dépendante signifiait que le marxisme, philosophie de la classe ouvrière, pouvait souvent s'exprimer sous la forme de la superstition populaire et du sens commun. Néanmoins, il est nécessaire de défier efficacement les idéologies de classes éduquées, et pour cela les marxistes doivent présenter leur philosophie sous une forme plus sophistiquée, et entreprendre une véritable confrontation avec les vues de leurs adversaires.

### Guerre de mouvement et guerre de position
Dans le cadre de sa théorie de l'hégémonie, Gramsci utilise une métaphore militaire pour faire référence à deux formes de stratégies politiques et sociales pouvant conduire à un changement social:
La guerre de position désigne une stratégie politique visant à renverser l'ordre établi, par le moyen d'une lutte contre l'hégémonie établie. Cette approche consiste à s'implanter au sein des institutions et de la société civile pour promouvoir des idées alternatives et obtenir un soutien populaire. Selon Gramsci, cette stratégie est particulièrement pertinente dans les sociétés démocratiques, où les changements révolutionnaires soudains sont plus difficiles à réaliser.
La guerre de mouvement est plus brève et plus directe. Elle implique une mobilisation des masses pour renverser l'ordre établi, mobilisation qui peut notamment prendre la forme de l'insurrection ou d'autres actions violentes. Selon Gramsci, cette forme était souvent nécessaire dans les sociétés autoritaires ou réfractaires au changement.
Ces deux stratégies sont complémentaires et interdépendantes : la première construit des organisations de masse et transforme les idéologies, mentalités et valeurs culturelles, tandis que la seconde peut permettre aux subalternes de renverser les structures de pouvoir existantes (le pouvoir des classes dominantes concentré en particulier dans l'État) afin d'ériger un nouvel ordre social. Il y a donc une dialectique à établir entre guerre de position et guerre de mouvement.

### Critiques
Gramsci est très critiqué comme théoricien de l'entrisme. En attribuant aux bourgeois la volonté consciente de dominer les esprits des ouvriers, il justifie[réf. nécessaire] tous les moyens dont userait un parti prétendant défendre les intérêts de ceux-ci, malgré eux s'il le faut, comme la propagande ou l'entrisme.

### Citations
On attribue à Gramsci la phrase : « Il faut allier le pessimisme de l'intelligence à l'optimisme de la volonté », la citation exacte est (traduit littéralement de l'italien) : « Je suis pessimiste avec l'intelligence, mais optimiste par la volonté » ; elle est extraite d'une lettre à son frère Carlo écrite en prison, le 19 décembre 1929 (Cahiers de prison, Gallimard, Paris, 1978-92).
On parle souvent, à propos de cette citation, d'emprunt à Romain Rolland, sans citer de source ; on notera en revanche l'écho à l'aphorisme d'Alain : « Le pessimisme est d'humeur, l'optimisme est de volonté. », tiré de ses Propos sur le bonheur (1928), XCIII (Pléiade Pr1:537).
Dans son article Discours aux anarchistes, publié dans l'Ordine Nuovo dans son numéro 3-10 avril 1920, il a cependant nettement rattaché l'usage de cette expression à Romain Rolland en écrivant : « La conception socialiste du processus révolutionnaire est caractérisée par deux traits fondamentaux que Romain Rolland a résumé dans son mot d'ordre : Pessimisme de l'intelligence, optimisme de la volonté ».
Antonio Gramsci a défini la crise par la célèbre citation : « La crise consiste justement dans le fait que l'ancien meurt et que le nouveau ne peut pas naître : pendant cet interrègne on observe les phénomènes morbides les plus variés » (dans la traduction française des Cahiers de prison parue aux Éditions Gallimard sous la responsabilité de Robert Paris : Cahier 3, § 34, p. 283). La seconde partie de la citation est souvent traduite par « Le vieux monde se meurt, le nouveau monde tarde à apparaître et dans ce clair-obscur surgissent les monstres ». Une partie de la citation en italien est : in questo interregno si verificano i fenomeni morbosi più svariati.

## Écrits traduits en langue française
- Écrits politiques, tome I : 1914-1920, textes choisis, présentés et annotés par Robert Paris, trad. Marie-Gracieuse Martin-Gistucci, Gilbert Moget, Robert Paris et Armando Tassi, Paris, Gallimard, coll. « Bibliothèque de Philosophie », 1974, 472 p.  (ISBN 2-07-029046-8)
- Écrits politiques, tome II : 1921-1922, textes choisis, présentés et annotés par Robert Paris, trad. Marie-Gracieuse Martin-Gistucci, Gilbert Moget, Robert Paris et Armando Tassi, Paris, Gallimard, coll. « Bibliothèque de Philosophie », 1975, 384 p.  (ISBN 978-2-07-029206-6)
- Écrits politiques, tome III : 1923-1926, textes choisis, présentés et annotés par Robert Paris, trad. Marie-Gracieuse Martin-Gistucci, Gilbert Moget, Robert Paris et Armando Tassi, Paris, Gallimard, coll. « Bibliothèque de Philosophie », 1980, 448 p.  (ISBN 978-2070217878)
- Cahiers de prison, tome I. Cahiers 1, 2, 3, 4 et 5, introduction, avant-propos, notices et notes de Robert Paris, trad. Monique Aymard et Paolo Fulchignoni, Paris, Gallimard, coll. « Bibliothèque de Philosophie », 1986, rééd. 1996, 720 p.  (ISBN 2-07-073197-9)
- Cahiers de prison, tome II. Cahiers 6, 7, 8 et 9, avant-propos, notices et notes de Robert Paris, trad. Monique Aymard et Paolo Fulchignoni, Paris, Gallimard, coll. « Bibliothèque de Philosophie », 1983, 720 p.  (ISBN 2-07-026343-6)
- Cahiers de prison, tome III. Cahiers 10, 11, 12 et 13, avant-propos, notices et notes de Robert Paris, trad. Paolo Fulchignoni, Gérard Granel et Nino Negri, Paris, Gallimard, coll. « Bibliothèque de Philosophie », 1978, 552 p.  (ISBN 2-07-029719-5)
- Cahiers de prison, tome IV. Cahiers 14, 15, 16, 17 et 18, avant-propos, notices et notes de Robert Paris, trad. Françoise Bouillot et Gérard Granel, Paris, Gallimard, coll. « Bibliothèque de Philosophie », 1990, 432 p.  (ISBN 2-07-071956-1)
- Cahiers de prison, tome V. Cahiers 19, 20, 21, 22, 23, 24, 25, 26, 27, 28 et 29, avant-propos, notices et notes de Robert Paris, trad. Claude Perrus et Pierre Laroche, Paris, Gallimard, coll. « Bibliothèque de Philosophie », 1992, 588 p.  (ISBN 2-07-072290-2)
- Cahiers de prison. Anthologie, édition de Jean-Yves Frétigné, Paris, Gallimard, coll. « Folio », 2021, 800 p.  (ISBN 978-2-07-290149-2)
- La Cité future, introduction d'André Tosel, trad. Fabien Trémeau, Paris, Éditions Critiques, 2017.  (ISBN 979-10-97331-01-6)
- Gramsci dans le texte, recueil réalisé sous la direction de François Ricci en collaboration avec Jean Bramant, textes traduits de l'italien par Jean Bramant, Gilbert Moget, Armand Monjo, François Ricci, Paris, Éditions sociales, 1975, 797 p.  (ISBN 2-209-05105-3)
- Textes / Antonio Gramsci, choix et présentation par André Tosel, traductions de Jean Bramant, Gilbert Moget, Armand Monjo, Paris, Éditions Sociales, 1983  (ISBN 2-209-05518-0) ; rééd. Textes choisis - Antonio Gramsci, Paris, Le Temps des Cerises, 2014, 334 p.  (ISBN 978-2-37071-015-4)
- Guerre de mouvement et guerre de position, textes choisis et commentés par Razmig Keucheyan, La Fabrique, 2011.  (ISBN 978-2-35872-030-4)
- Gramsci, traduction, présentation, choix de textes, biographie, bibliographie par Jacques Texier, Paris, Éditions Seghers, 1966, rééd. 1967, 191 p.
- Antonio Gramsci. Comment va-t-il ton petit cerveau ? Lettres sur l’amour de l’étude, lettres choisies et présentées par Marco Federici Solari, Paris, Éditions L'orma, 2021
- L'hégémonie culturelle, textes choisis et présentés par Jean-Yves Frétigné et Baptiste Colmant, Paris, Payot, coll. "Petite Bibliothèque Payot", 2024.  (ISBN 978-2-228-93655-2)

## Filmographie
- Fabien Trémeau : Antonio Gramsci, penseur et révolutionnaire. 1re partie : Les sources de l'espoir (52 min) ; 2e partie : Le refus de la défaite (52 min). Avec la participation d'Alberto Burgio, Angelo d’Orsi, Fabio Frosini, Razmig Keucheyan, Guido Liguori, Domenico Losurdo et André Tosel. Editions Delga, 2014